# ۶۱۲ (پیش از میلاد)
۶۱۲ (پیش از میلاد) ۶۱۲مین سال قبل از تقویم میلادی است.